# Behind the Player: Fieldy
Behind the Player: Fieldy — відеоальбом з участю Реджинальда «Філді» Арвізу, басиста американського ню-метал гурту Korn, що вийшов 1 вересня 2008 р. на IMV. DVD містить детальні уроки гри на бас-гітарі від Філді, який показує «Got the Life» та «Freak on a Leash» з репертуару гурту, розповідь про особисте життя професійного музиканта, зокрема рідкісні світлини. До релізу також потрапив джем 2 треків Реджинальда з барабанщиком Jane's Addiction Стівеном Перкінсом, VideoTab, що показує, як саме басист грає свої партії у 2 піснях та інші додаткові матеріали.
IMV жертвує $0,25 від продажу кожного диску Little Kids Rock, організації, яка забезпечує бідних дітей інструментами.

## Зміст
Behind the Player: Fieldy
Філді розповідає про своє життя, те, що на нього вплинуло, та використовуване обладнання. Містить рідкісні фото.
«Got the Life» (Korn)
- Урок: Філді дає детальні уроки гри пісні на бас-гітарі
- Джем: Джем треку з Манкі та барабанщиком Jane's Addiction Стівеном Перкінсом
- VideoTab: Анімована табулатура, що показує, як саме Філді грає пісню.

«Freak on a Leash» (Korn)
- Урок: Філді дає детальні уроки гри пісні на бас-гітарі
- Джем: Джем треку з Філді та барабанщиком Jane's Addiction Стівеном Перкінсом
- VideoTab: Анімована табулатура, що показує, як саме Філді грає пісню.

Додаткові матеріали
- Промо-відео Immanuel 123
- Промо-відео Stillwell
- Фотоальбом
- Промо-відео Little Kids Rock

## Учасники
| - Продюсери: Кен Маєр, Шон І. Демотт - Режисер: Леон Мелас - Виконавчий продюсер: Рік Доналешен - Помічник продюсера: Джеймі Тіссере - Головний оператор: Пауло Кассіо - Звукорежисер: Метт Чіджі - Монтаж: Джефф Мороуз - Зведення: Метт Чіджі, Седрік Куртуа - Графіка, транскрипція: Теєр Демей - Оператори: Браян Сілва, Джо Гендрік, Дуґ Крейґо, Нейт Ліпп - Головний освітлювач: Джон Паркер - Технічні директори: Тайлер Бурнс, Кріс Ґолд | - Помічник директора: Метт Пік - Освітлення: Макналті Нільсон - Знято на Third Encore - Спеціальний гість: Стівен Перкінс - Відповідальний за знімальне обладнання: Джалетта Калмен - Відповідальний за виконання райдеру: Саша Маєр - Обкладинка: Стефані Пік - Відео надано з дозволу: Себастієна Пакета, Денні «Hamcam» Гемілтона, Себастієна Пакета - Фото надано з дозволу: Себастієна Пакета, Діни Арвізу, Марті Темме, Джекі Селлоу, Тоні Флорез - Додатки з фотобібліотеки: Ultimaterockpix.Com |